# Федорова Ніна Іванівна
Ні́на Іва́нівна Фе́дорова (17 (30) грудня 1907 , Білокоровичі, Волинська губернія  — 30 січня 1993 , Київ ) — українська художниця-керамістка.

## Біографія
Народилася 17 [30] грудня 1907 року в с. Білокоровичі, тепер Олевський район, Житомирська область, Україна.
У 1924 році закінчила школу-семирічку в Коростені, два роки вчилася у профтехшколі м. Житомира за спеціальністю кераміка.  Закінчила Київський інститут кераміки і скла (1930), працювала в експериментальній майстерні при Київському державному музеї українського мистецтва на території Києво-Печерської лаври. З 1946 року очолювала Експериментальні майстерні художньої кераміки Інституту архітектури Академії будівництва і архітектури УРСР, з 1963 року — у Київському зональному науково-дослідному інституті експериментального проектування житлових та громадських споруд (КиївЗНДІЕП).
У вересні 1960 року Всесоюзне товариство винахідників і раціоналізаторів опублікувало винахід Н. Федорової на поливу (посвідчення на раціоналізаторську пропозицію від 31 жовтня 1961 року № 1 «Глазур червоного кольору на основі сполук міді»).

## Основні твори
Майоліковий декоративний посуд, кераміка для архітектурних споруд Києва: килимова композиція з 600 тарілок — діаметром від 10 см до 1,5 м на стіні в ресторані «Дніпро» (1964, архітектор Н. Чмутіна, художники Н. Федорова, Г. Шарай, Г. Зубченко, О. Грудзинська, гончар Ф. Олексієнко), стіна в готелі «Дніпро» (1970), панно в ресторані «Метро» (1970, у співавторстві з Ганною Шарай), оформлення станцій метро «Хрещатик» (1960, творча група: архітектор М. С. Коломієць, технолог Н. І. Федорова, художник О. А. Грудзинська, виконавець Г. Г. Шарай) та ін.
Співавтор праць (з П. Н. Мусієнком) «Виробництво художньої майоліки» (1948), «О. Железняк» (1970) та ін.

## Зображення

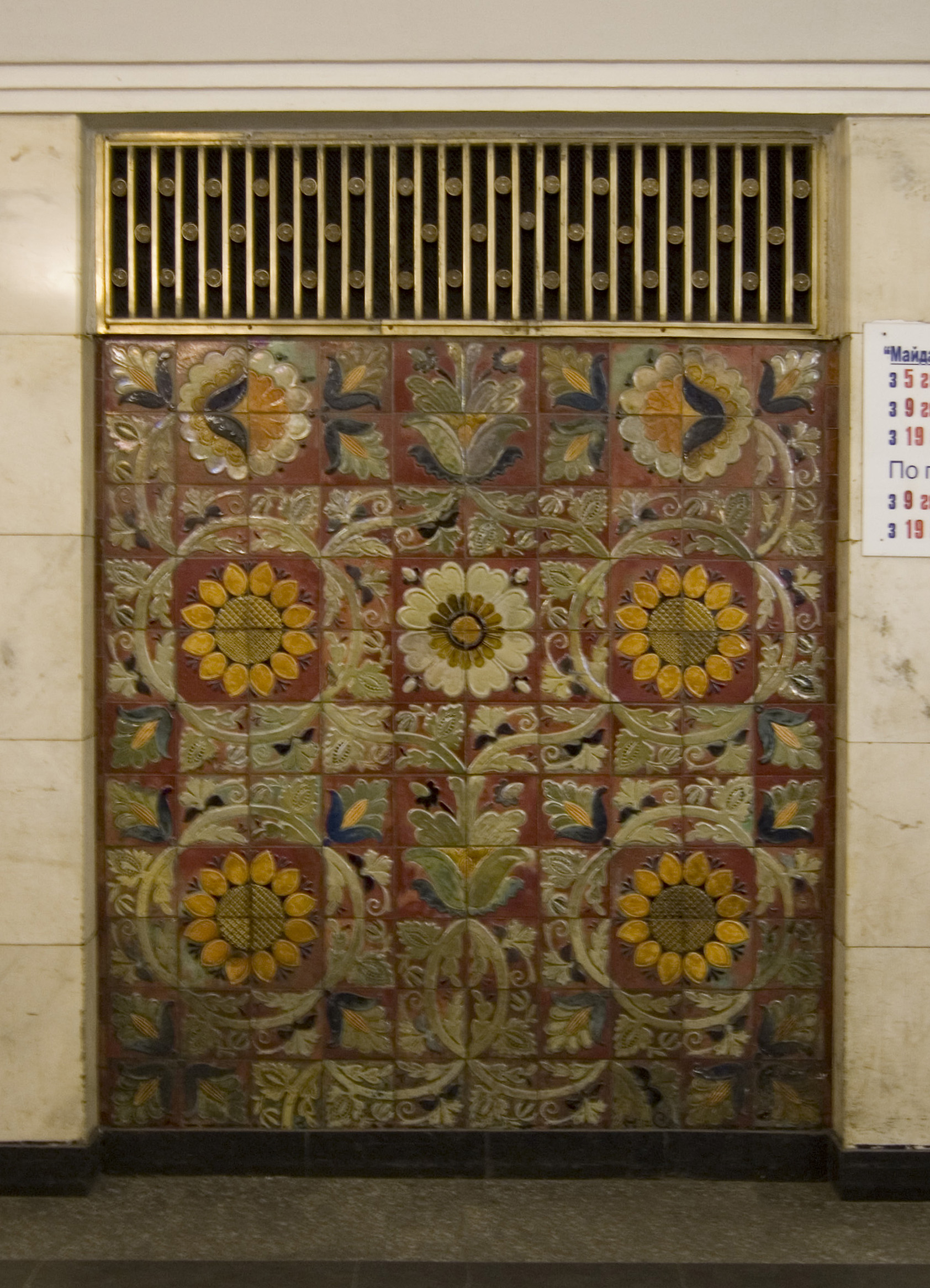
Майолікове панно на станції метро «Хрещатик»